# Carl Ziese
Carl Heinrich Ziese (Moscou, 2 de julho de 1848 – Elbląg, 15 de dezembro de 1917) foi um engenheiro mecânico de navios na Schichau-Werke em Elbląg, Danzigue e Baltiysk. 
Em 1910 recebeu a Medalha Grashof da Verein Deutscher Ingenieure.